# Chiesa di Santa Maria delle Grazie a Borgo Piandebussi
La chiesa di Santa Maria delle Grazie a Borgo Piandebussi, a Caldarola è piccola chiesa pressoché sconosciuta anche agli stessi Caldarolesi, è chiusa per gran parte dell'anno e della quale si hanno scarne notizie.
Nelle “Rationes” del 1299-1300 (al n.5534) in Borgo Pian di Busso viene citato il versamento di un obolo da parte di: “ Riccardo clericus” che “adsignavit III libras” alla Chiesa dedicata a S. Salvatore (Rationes decimarum Italie nei secoli XIII e XVI. Marchia). Dunque, si è certi dell'esistenza di una chiesa, dedicata a S. Salvatore, in epoca medievale.
Dopo questa notizia, tuttavia, vi è un vuoto di circa 300 anni si passa ad un'altra notizia d'archivio dei primi del Seicento e precisamente: “Fuori da questa terra, cioè nel borgo detto del Pian di Usto, overo corrottamente detto Pian di Busso, vi è un'altra chiesa sotto il titolo o sia invocazione della Madonna Santissima delle Grazie, patronato della Confraternita del Santissimo Sacramento di S. Martino. In questa chiesa si celebra la solennità nel giorno della Visitazione della Beata Vergine Maria ai 2 luglio, essendovi ufficio generale di messe a carico della detta Compagnia del Sacramento per sudisfare alcuni legati. In questa stessa chiesa vi fu eretta una cappellania da Porzia Lippacci. Ora è trasferito, o per dir meglio è passato lo ius patronato di questa cappellania alle famiglie Rossi, Onofri e Moderati per eleggere il cappellano che deve celebrare in detta chiesa due messe la settimana. Il manzo di questa cappellania consiste in certi piccoli censi ed un pezzo di terra esistente in vocabolo di Contro. Questa Chiesa delle Grazie fu eretta da Ubaldo Romano nel 1612 allorché aveva 37 anni che ancora non era prevosto, come si rileva da un antichissimo messale della Pievefavera in cui si trova la presente memoria”; (Memorie di G. Barlesi, 1816-1818). 

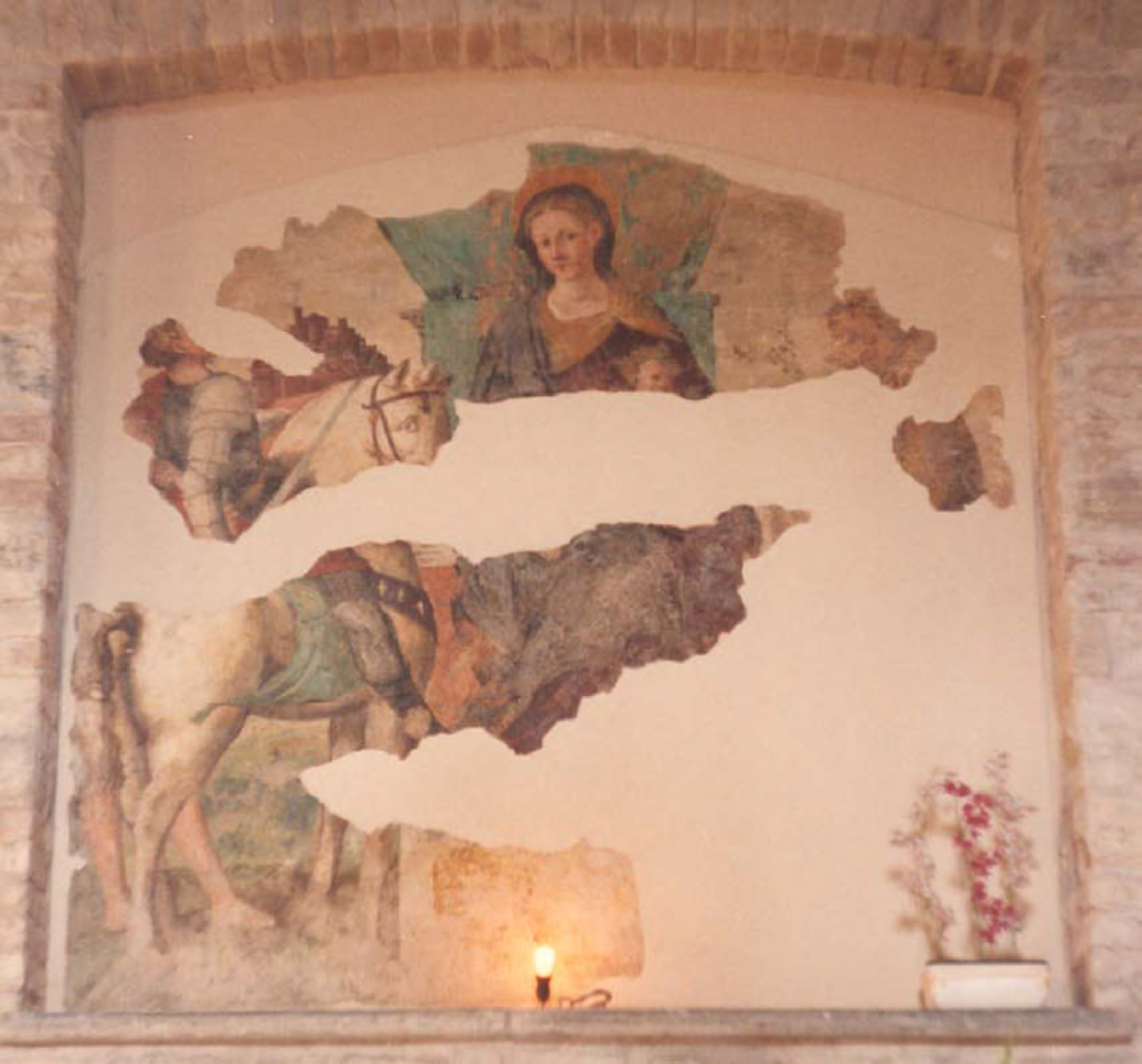
Affresco attribuito a G. A. De Magistris. In alto sopra al cavallo particolare della Caldarola di metà Cinquecento

 Da quest'ultima testimonianza del canonico Barlesi si può quindi desumere che una nuova chiesa è stata edificata nei primi anni del Seicento e non avendo più alcun riferimento della vecchia chiesa del S. Sacramento si può affermare che sia stata realizzata, con tutta probabilità, una nuova costruzione al posto del preesistente edificio sacro medievale.
L'edificio è a navata unica, la riduzione e l'accorciamento dello stesso, risale ai primi anni del Novecento quando la costruzione veniva definita pericolante. 
La motivazione d'interesse è data, esclusivamente, dalla presenza nell'altar maggiore di quello che rimane di un pregevolissimo affresco sconosciuto ai più che, invece, risulta di qualità ed importanza per la storia locale; infatti, nella raffigurazione iconografica si vede raffigurata una splendida Madonna col Bambino con ai lati i protettori della Terra di Caldarola i Santi Martino e Gregorio.
Sullo sfondo, alla destra della Vergine, la raffigurazione della Caldarola di fine Cinquecento prima del massiccio intervento urbanistico del Cardinale Evangelista Pallotta.
L'importante affresco, attribuito a Giovanni Andrea De Magistris offre, quindi, un'importante spaccato della Caldarola di metà Cinquecento al pari, socialmente ed urbanisticamente parlando della tavola della Madonna del Monte di Lorenzo d'Alessandro che descrive la Caldarola di cento anni prima.